# Recitační skupina Vpřed

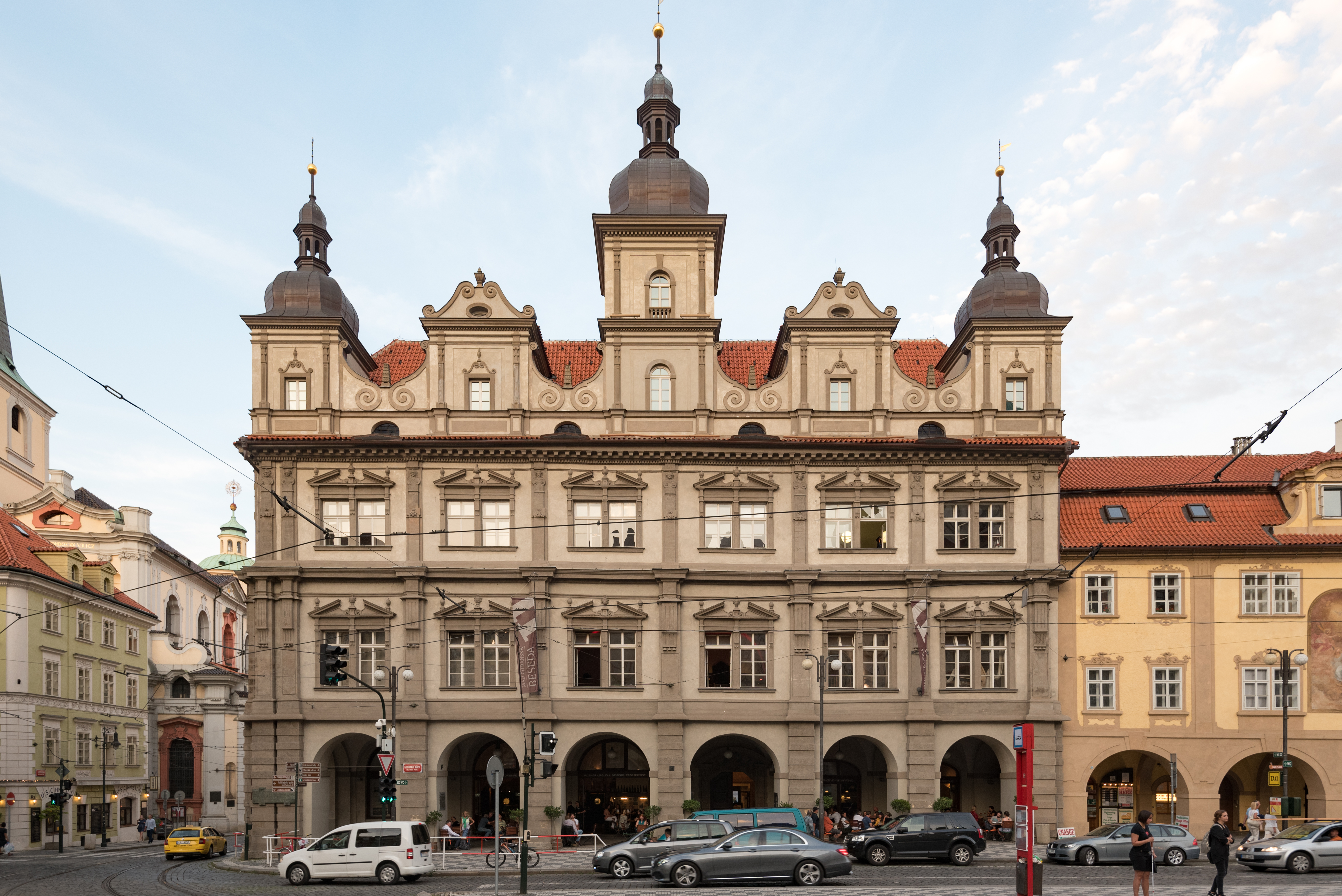
Budova Malostranské besedy, v jejímž kulturním sále soubor v 80. letech 20. století působil

Recitační skupina Vpřed (zkráceně R. S. Vpřed) je soubor divadla poezie založený v 70. letech 20. století v Praze lidmi okolo básníka a performera Lumíra Tučka. Soubor je typický svým svérázným přístupem k sólové či sborové recitaci. Největšího věhlasu dosáhl zejména v 80. letech, kdy byl spolu s divadlem Sklep a třemi dalšími soubory součástí sdružení pražských alternativních divadel známých jako Pražská pětka.

## Zrod
Soubor vznikl v polovině 70. let pod záštitou Svazu socialistické mládeže na gymnáziu Arabská v Praze 6 z iniciativy Lumíra Tučka, tehdy studenta architektury ČVUT a jeho přátel. Mezi zakládající členy patřili též V. Víchová, J. Kalimová, Arjana Shameti či Lenka Vychodilová. Ve svých pásmech a představeních skupina především parodovala patetické pojetí přednesu poezie, často zneužívaného propagandou komunistických idejí, například v podobě pravidelných přehlídek ruské poezie Puškinův památník. Sborové recitační pasáže, často v dialogu s postavou hlavního hrdiny, lze v určitém ohledu přirovnat k chóru, sborové reprodukce textu užívaného v tragédiích divadla antického Řecka.  
Texty básní a náměty her měly surreálný, až dadaistický nádech, ve kterém s oblibou uchopovali téma všednosti a prudérní atmosféry normalizace (kupříkladu ve filmové povídce Oldův večírek). Recitační skupina Vpřed působila v 80. letech v Malostranské besedě, svá představení realizovala též v kulturním domě Chmelnice na Žižkově nebo paláci Akropolis. V 80. letech se též zúčastnila festivalu divadla a poezie Šrámkův Písek. Její členové úzce spolupracovali s divadlem Sklep.

## V kinematografii
Roku 1988 přispěla R.S. Vpřed patnáctiminutovou filmovou povídkou Oldův večírek do filmu Tomáše Vorla Pražská 5. Principy tvorby skupiny zužitkoval Lumír Tuček při tvorbě námětu a textů pro film Kouř, opět ve Vorlově režii, natočeného po Sametové revoluci, v roce 1990. Tuček nazývá toto prolnutí úderných recitačních technik a muzikálové hudby termínem rytmikál. 
V polovině 90. let byla činnost skupiny utlumena, nadále soubor pořádá pouze nepravidelné reprízy starších představení. Roku 2004 vydal Tuček u nakladatelství Pražská scéna knihu R. S. Vpřed.

## Výběr z díla
- A budeš hodný (1982)
- Hledačovo dobrodružství (1983)
- Den s Tomášem Mácou (1984)
- Čtrnácký kilometr (1985)
- Bludiště (1986)
- Oldův večírek (filmová povídka ve filmu Pražská 5, režie T. Vorel, 1988) - veršovaná satira o chlapci, který pracuje jako údržbář v hotelu a snaží se sehnat těsnění.